# متحف الأزياء التاريخية في بولندا
متحف الأزياء التاريخية في بولندا – هو متحف خاص يقع بمبنى سكني في شارع( كواتيوا، بوزنان، بولندا) . تأسس في ديسمبر عام 2018  من قبل آنا موريتو.

## التأسيس
تأسس المتحف على يد آنا موريتو، يضم عدد من الفساتين والازياء البولنديه القديمة . تم تحويلة من معرض فني إلى  متحف في ديسمبر عام 2018 . كان المعرض معروفا بسبب اقامته في العديد من ارجاء بولندا. منذ عام 2004، تقوم آنا موريتو بجمع الفساتين والازياء القديمة، معظمهم من القرن التاسع عشر. تأتي من المنازل التجارية والمزادات من الولايات المتحدة ولندن.
بجانب المتحف يوجد أيضا ورش عمل لترميم الازياء تسمى «الأزياء مع العاطفة».

## الرسالة
دور المتحف ذات طبيعة تعليمية، أي تتمثل في تثقيف الأطفال، الشباب، وعشاق الموضة. وهي فرصة رائعة لرؤية الأزياء القديمة على الطبيعة . و يقدم المتحف أيضا الدعم الفني لمصممي الازياء. الخطط المستقبلية للمتحف أن يتم التحول إلى متحف تاريخي، وسوف يغطي أسلوب الحياة والثقافة في القرن التاسع عشر، ودورالمرأة في المجتمع.

## مقتنياته
يضم المتحف أكثر من 80 قطعة أثرية، 50 منهم أزياء كاملة معظمهم من القرن التاسع عشر. وهي أكبر مجموعة للأزياء التاريخية في بولندا، تضم مجموعة من الفساتين، الاكسسوارات والملابس الداخلية.
أبرز المعروضات:
*فستان الصيف من عام 1940 .
*فستان من عام 1840 مع زخرفة مصنوعة من أزرار وهمية.
*ثوب المساء كاليفورنيا.من عام 1880 ، من بيت ازياء B.

## المعارض الخارجية
- 27 سبتمبر 2018 - 9 ديسمبر 2018 - متحف المقاطعة في بيلا، بولندا.
- 12 سبتمبر 2018 - 14 ديسمبر 2018 - متحف التحصينات والأسلحة «آرسنال» في زاموسك، بولندا.
- 17 ديسمبر 2017 - 15 يناير 2018 - متحف المدينة في نوا سول، بولندا.
- 6 يوليو 2017 - 8 سبتمبر 2017 - المتحف الإقليمي في تشلوشوف، بولندا.
- 8 مارس 2017 - 14 مايو 2017 - قلعة متحف غوركي في زاموتولي، بولندا.
- 5 مارس 2016 - 4 مايو 2016 - متحف قروش سيليزية في برزج، بولندا.
- 2 يوليو 2015 - 6 سبتمبر 2015 - المتحف الإقليمي في شتشيتنيك، بولندا.
- 8 مارس 2014 - 27 مايو 2014 - متحف سيليزيا لمنطقة أوبول في أوبول، بولندا.
- مايو 2012 - 3 يونيو 2012 - متحف هنريك سينكويكز في أوليبورك، بولندا

## معرض صور

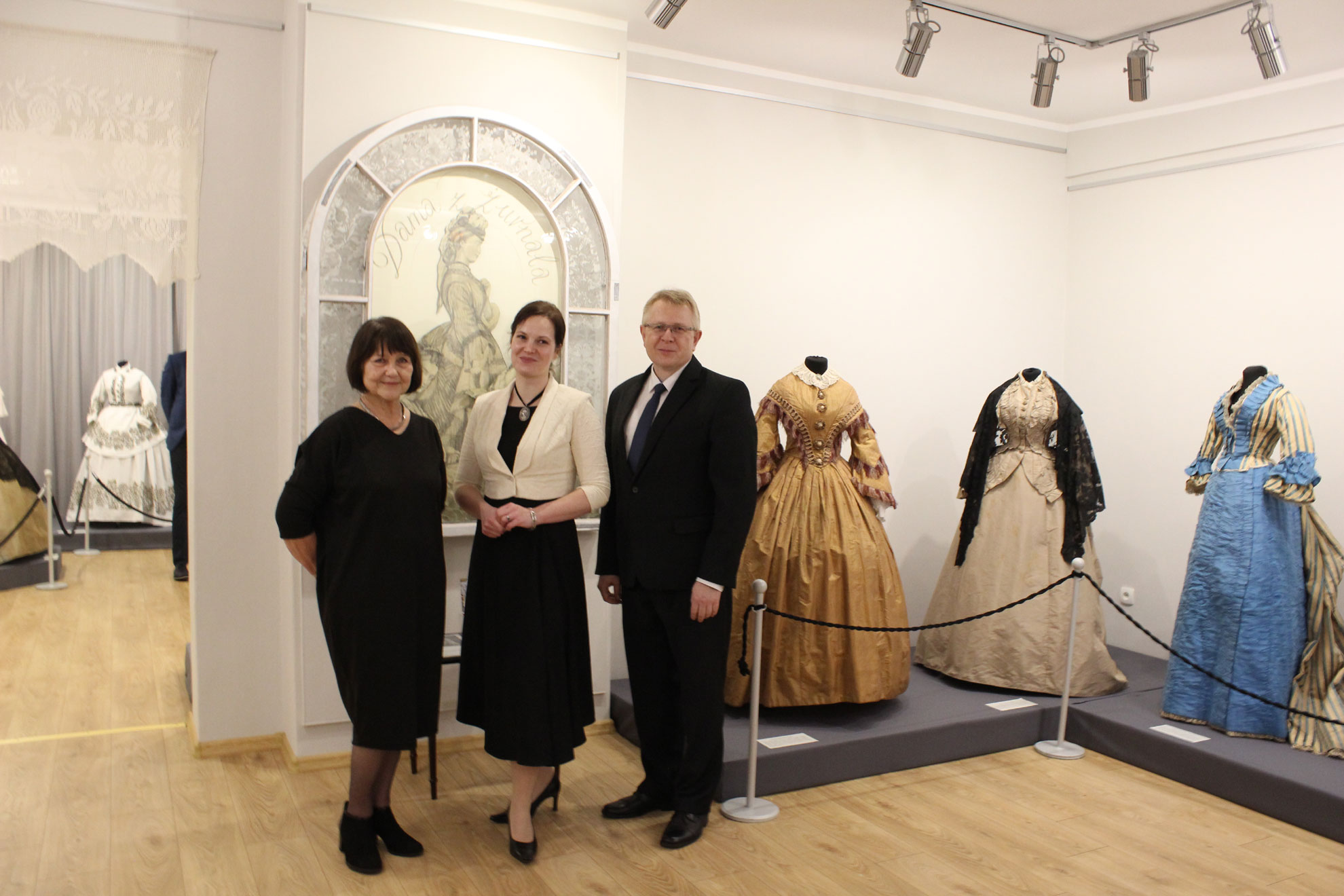
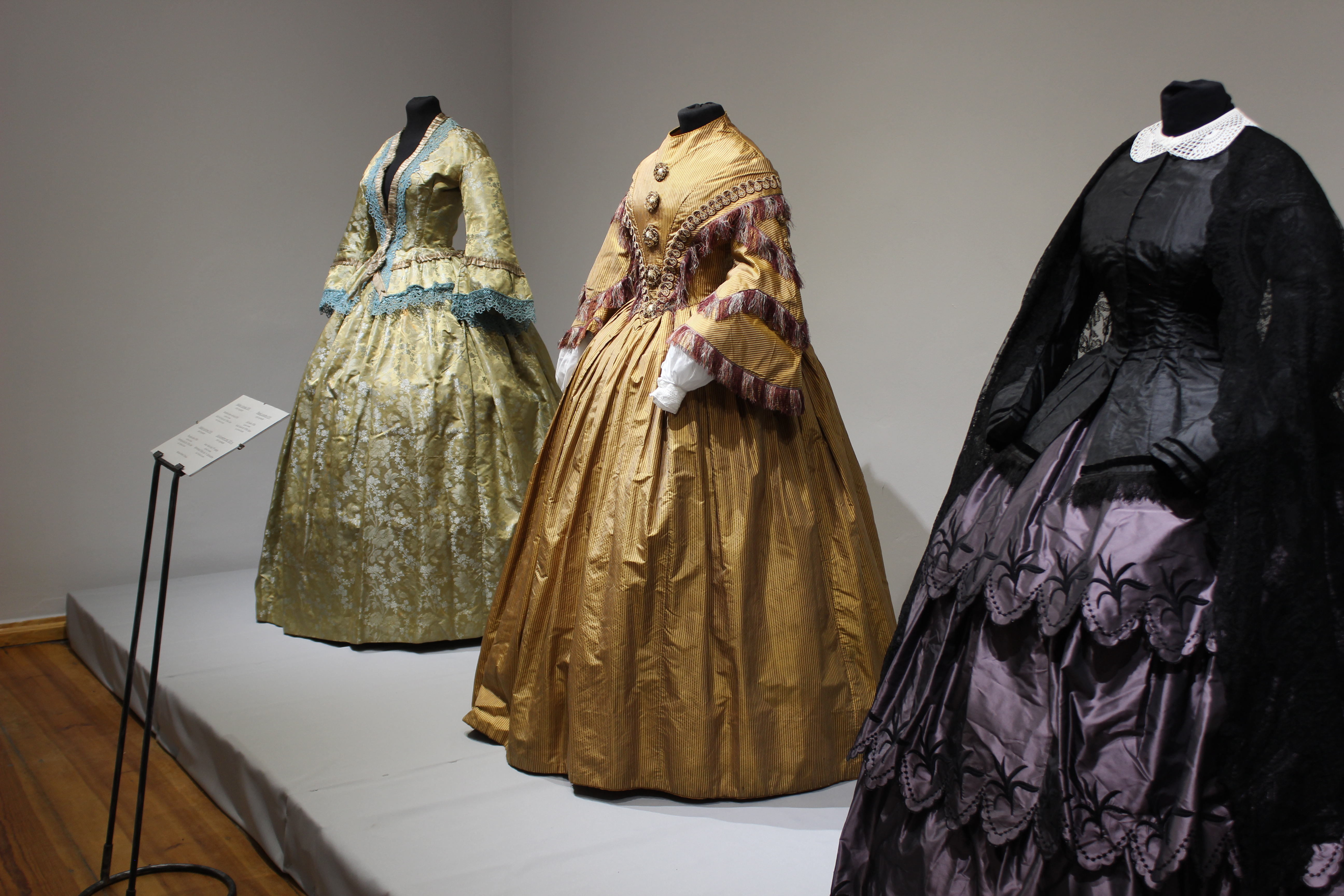
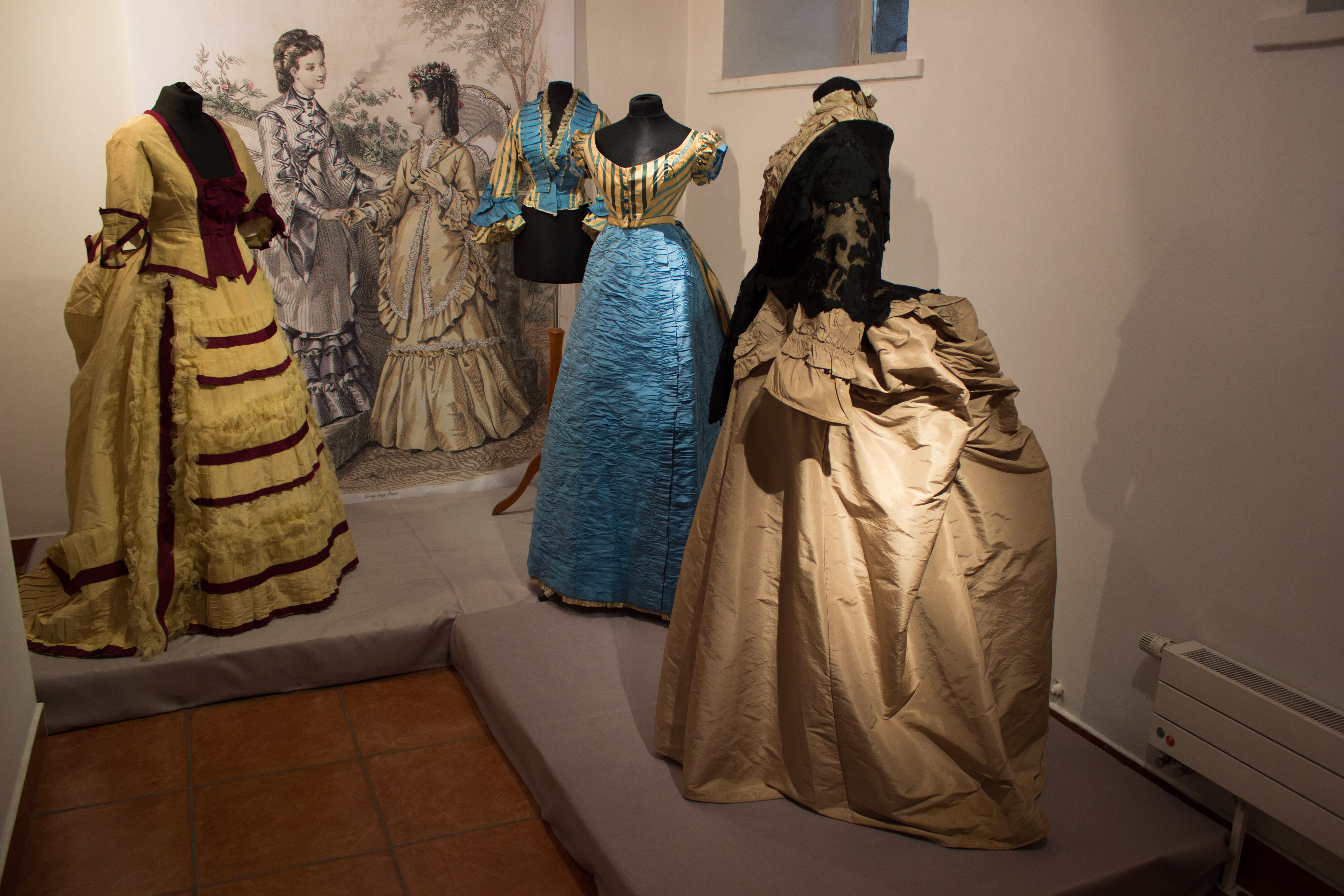
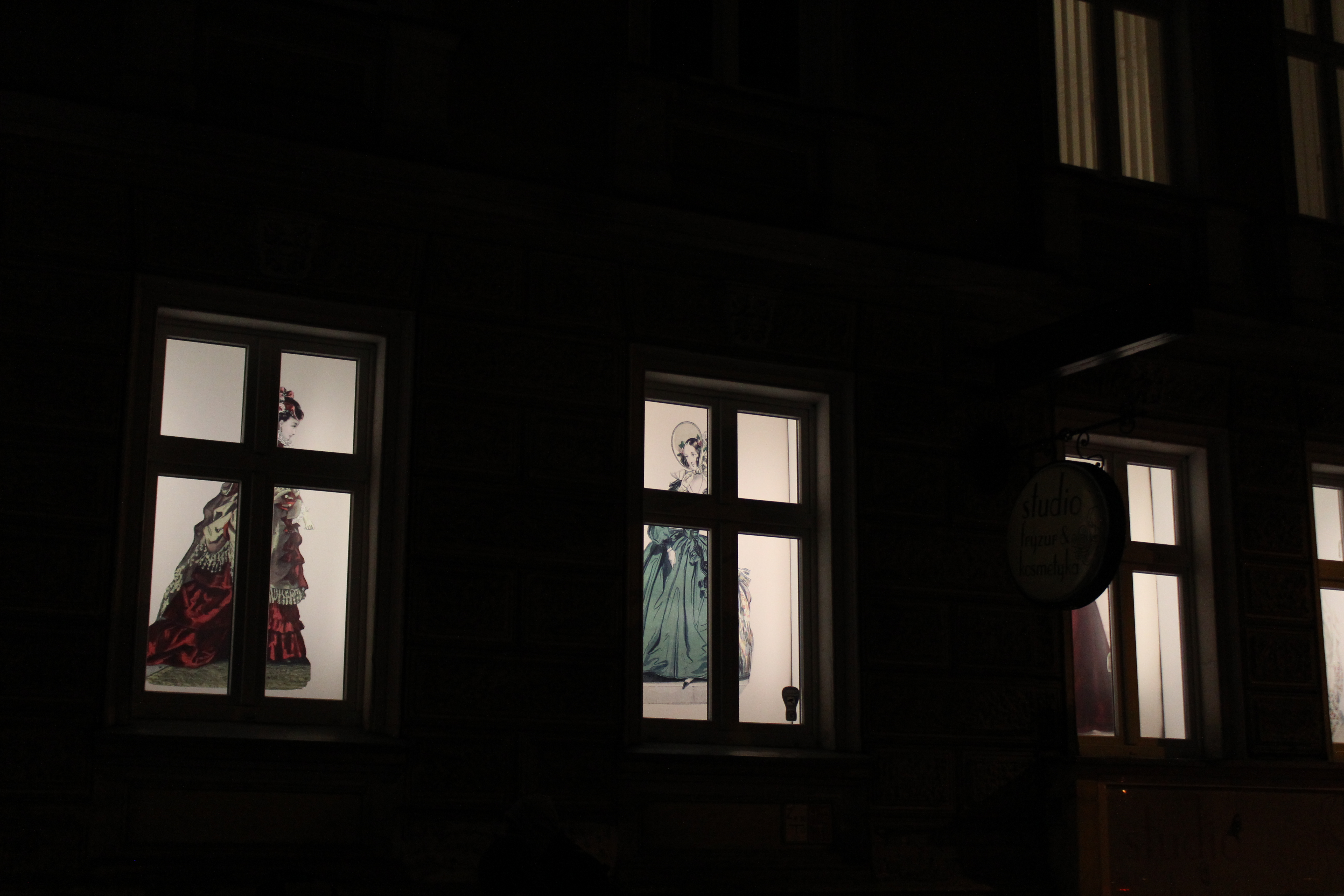
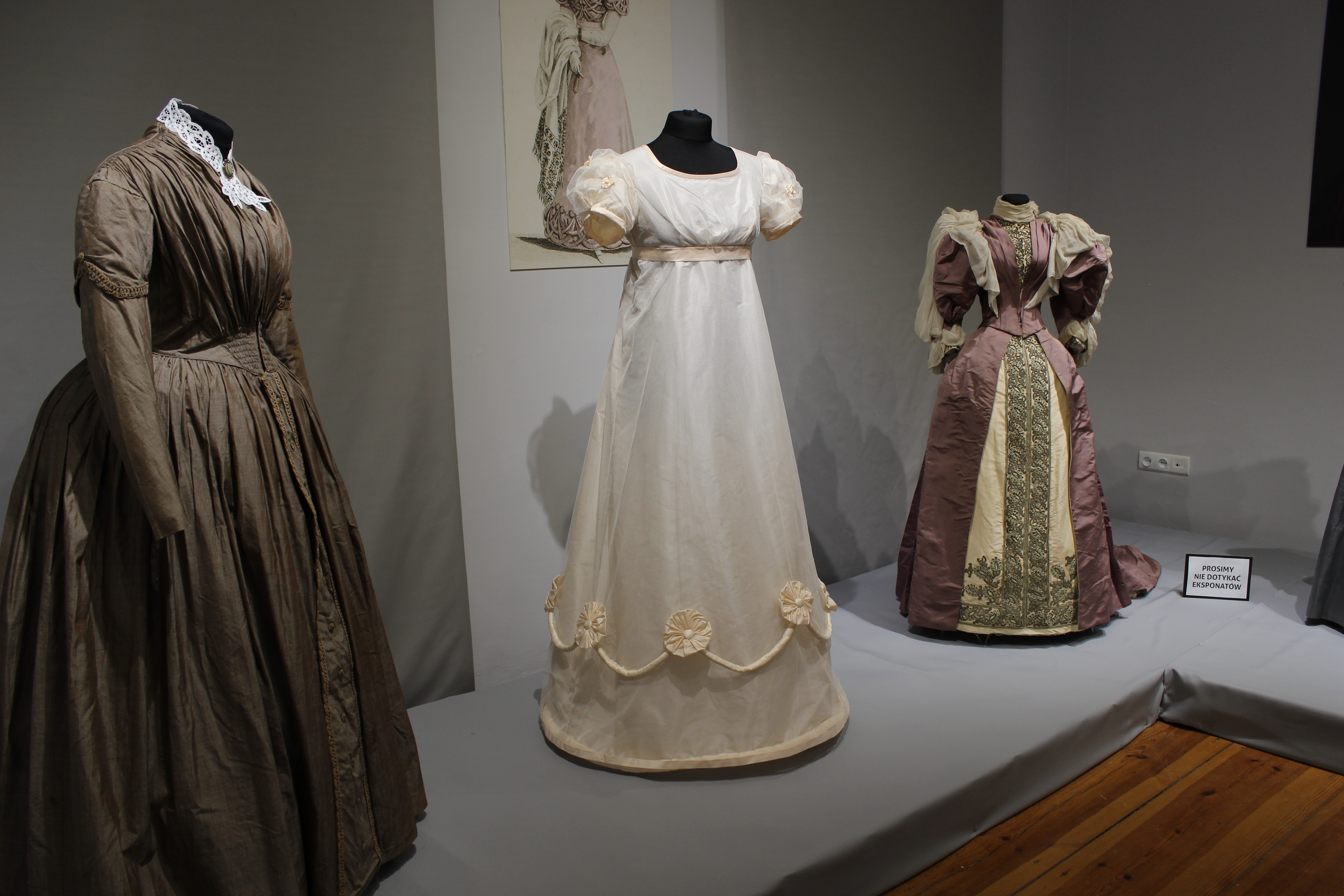
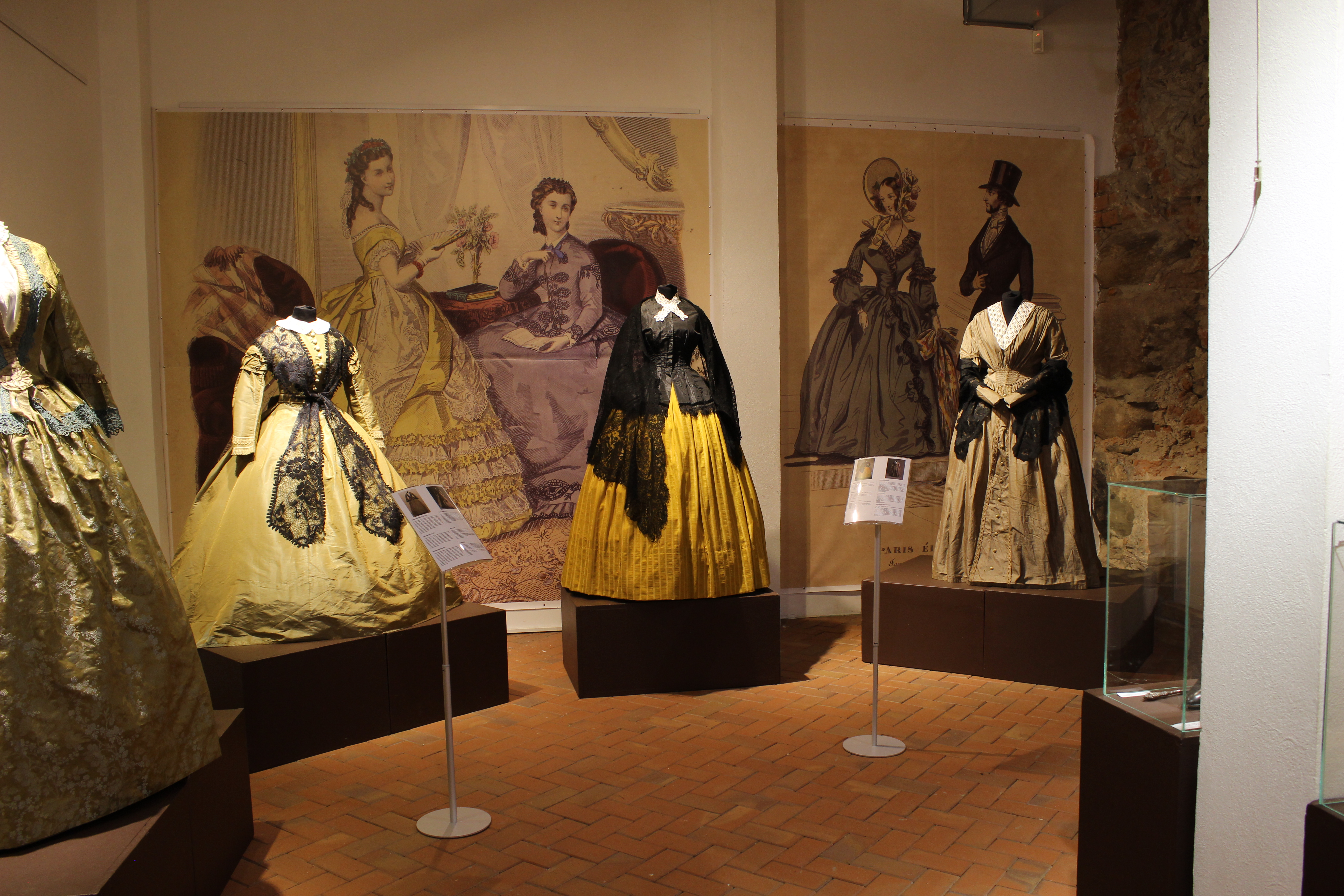